# Mondsee (meer)
De Mondsee is een meer in Oostenrijk in de deelstaat Opper-Oostenrijk en het gebied Salzkammergut. Het ligt naast de Attersee. De zuidoever is de grens tussen Opper-Oostenrijk en de deelstaat Salzburg.

## Ecologie
In de jaren 1950–1960 was het meer geëutrofieerd en was er algenbloei door blauwalgen (Cyanobacteria). Later werd dit verholpen door de aanleg van waterzuiveringsinstallaties en een omleidingskanaal. Het meer is nu oligotroof tot mesotroof. In de periode 2007–2010 was de zichtdiepte (secchi-diepte) gemiddeld 5,1 m.
Meer dan 80% van de oeverlengte is cultuurland. Rond het mondingsgebied van de Fuschler Ache is een natuurgebied. De visstand bestaat uit de voor Oostenrijk endemische houtingsoort Coregonus atterensis (Reinanke) verder snoek, meerforel, beekforel, regenboogforel, beekridder, paling, karper en kwabaal.